# Герд (спутник)
Герд — естественный спутник Сатурна. Его открытие было объявлено Скоттом Шеппардом, Дэвидом Джуиттом и Дженом Клина 7 октября 2019 года из наблюдений, проведённых в период с 12 декабря 2004 года по 22 марта 2007 года. Постоянное название ему было присвоено в августе 2021 года. 24 августа 2022 года он был назван в честь Герда, ётуна из скандинавской мифологии.
Диаметр Герда — около 3 км, большая полуось —  20 544 500 км, период обращения — 1095 земных суток, обращается вокруг Сатурна с прямым направлением под наклоном 173,3° к плоскости эклиптики, эксцентриситет орбиты — 0,457.